# Valentin Weigel
Pour les articles homonymes, voir Weigel.
Valentin Weigel (7 août 1533 – 10 juin 1588) est un penseur mystique originaire de l'électorat de Saxe. Précurseur de la théosophie allemande, sa théologie combine les apports de la mystique rhénane et ceux du paracelsisme.

## Biographie et postérité
Weigel est né de parents catholiques à Hayn, près de Dresde. Il étudie à Meissen, Leipzig, et Wittenberg. Il devient pasteur en 1567 à Zschopau, près de Chemnitz. Il termine sa vie dans cette ville, où il rédige paisiblement son œuvre. 
Par crainte de l'Église, Weigel tenait ses écrits secrets et ne les confiait qu'à des amis sûrs. Il put comme cela continuer à développer ses idées sans être persécuté, comme ce fut le cas de Jakob Böhme. Ses travaux sont consignés dans environ 6 000 pages imprimées ou manuscrites. Il administra humblement sa paroisse, sans publicité. Ce n'est que par les écrits qu'on a retrouvé après sa mort et qui furent publiés au siècle suivant que l'on prit connaissance des conceptions remarquables qu'il avait développées concernant la nature de l'être humain. Par la suite, Johann Arndt, Gottfried Arnold et Leibniz ont contribué à répandre les idées de Weigel.

## Pensée

### Conceptions mystiques
Le mysticisme de Weigel est marqué par l'enseignement du mystique alsacien Jean Tauler et par les doctrines de Paracelse, mais il subit également l'influence de Sébastien Franck et de Caspar Schwenckfeld, deux théologiens controversés de la première moitié du XVIe siècle. Comme ses deux prédécesseurs, il met l'accent sur l'approfondissement de la vie intérieure et considère que ce n'est pas le Jésus dont parle l'Évangile qui importe, mais le Christ prenant naissance dans les profondeurs de l'âme humaine. Par sa présence au cœur de l'âme, le Christ peut en effet l'amener à se libérer de sa nature inférieure et lui montrer le chemin vers l'idéal qu'elle doit atteindre.
Weigel éprouve le besoin de se situer exactement vis-à-vis des doctrines religieuses. Cela l'amène à analyser les fondements de toute connaissance, si bien qu'il en arrive à la conviction que tout ce que les choses extérieures peuvent nous apprendre ne peut émaner que de notre propre intériorité. Si l'homme veut connaître le monde sensible, il ne peut demeurer passif et le laisser simplement agir sur lui. Il lui faut être actif et puiser en lui-même la connaissance. La représentation de la chose observée n'éveille la connaissance que dans l'esprit. La connaissance ne pouvant venir du dehors pour le monde sensible, il doit aussi en être de même pour la connaissance des choses spirituelles. Ne pouvant venir de l'extérieur, elle ne peut prendre naissance que dans l'âme. Il n'est donc pas question de révélation venue de l'extérieur, mais d'un éveil intérieur. Pour prendre connaissance du monde extérieur, l'homme doit être actif et aller à la rencontre des objets qu'il veut connaître. Pour obtenir la connaissance supérieure, il doit au contraire demeurer passif, car c'est en lui que se trouve la représentation de l'objet à connaître. L'homme doit accueillir en lui son essence. La connaissance de l'esprit lui apparaît ainsi comme étant le résultat d'une illumination venue d'en haut (illuminisme).
Parce que le Verbe divin, le Christ, réside en l'homme, point n'est besoin de rechercher Dieu dans la nature comme le fait Paracelse. Le visible naît de l'esprit invisible, et c'est ce dernier qui explique l'activité de la Nature. D'après Weigel, ce sont les anges qui engendrent le visible, eux-mêmes étant engendrés par la lumière divine. Pour donner naissance au monde visible, les anges utilisent les quatre éléments et des forces invisibles, principes qui sont à l'origine de toute matière.

### Philosophie et théologie
Weigel distingue deux modes de la connaissance qu'il ne faut selon lui ni mélanger ni séparer: 
- la philosophie, qui est une science et une sagesse se rapportant aux créatures de Dieu ;
- la théologie, qui est une connaissance de Dieu à travers ses manifestations dans l'âme humaine.

Selon Weigel, « la sagesse naturelle » (ou bon sens) et la philosophie « font connaître toute la nature de la lumière visible et invisible ; elles servent pendant la courte vie visible et finissent avec le monde. » La théologie explique quant à elle la nature de la grâce, en révélant, en cette vie déjà, les rapports entre l'homme (« Adam terrestre ») et le Christ (« Adam céleste »). Ces deux voies de la connaissance constituent ensemble une saisie globale de « tous les mystères concernant les choses naturelles et surnaturelles ». 
Un tel savoir, universel, repose paradoxalement sur la connaissance de soi, et comme les facultés humaines tels que le savoir et le pouvoir proviennent d'un même esprit, celui de Dieu, ce savoir implique non pas une activité de l'entendement individuel mais, au contraire, un abandon de soi dans l'esprit universel. Ainsi, en accord ici avec l'enseignement des mystiques rhénans tels que  Maître Eckhart, Jean Tauler ou Sébastien Franck, l'esprit humain n'est pas, selon Weigel, « actif » au moment de la véritable connaissance. Il est, au contraire, réceptif à la grâce de Dieu et constitue en ce sens un ordre surnaturel, intégrant un authentique savoir religieux où Dieu se manifeste de l'intérieur : 
« Bien qu'une telle connaissance surnaturelle vienne de l' objecto, elle ne pénètre pas de l'extérieur, car Dieu, Esprit, et Parole sont en nous. Et c'est ainsi que cette connaissance émane de l'intérieur. »
La réalité fondamentale des choses qui se présentent sous nos sens réside ainsi dans l' « intériorité » la plus profonde de notre âme, où Dieu s'identifie à l'univers. Weigel ajoute à cela l'idée que Dieu n'atteint sa véritable personnalité et activité qu'avec et dans le monde, insistant sur sa mission génératrice, ce qui le rapproche d'une position de type panthéiste, voire panenthéiste. Il est le premier théologien à placer Sophia, figure mythique de la cosmogonie gnostique, au centre de la méditation sur la vie divine. Il évoque dans ses recueils d'homélies (Hauspostill), publiés dès 1578, le mystère du mariage de Dieu et de Sophia pour la première et suprême génération : celle du Christ, du monde et d'Adam. D'après lui, c'est Sophia qui a « fait de Dieu un Dieu », qui a « arraché Dieu à l'éternité de sa retraite, afin qu'il se révélât dans sa création », thème que l'on retrouvera quatre décennies plus tard dans la théosophie de Jacob Böhme.

### Doctrine morale
Weigel définit le mal de façon classique comme simple « défaut », lié à l'imperfection naturelle du fini,. Même le péché n'est pour l'homme et pour le monde qu'un accident par lequel la créature humaine se détourne de son essence pour lui préférer son néant. Le péché n'est donc nullement préordonné par un dessein providentiel, comme dans le calvinisme, mais il est librement commis par la créature qui se détourne de Dieu, en sorte que, finalement, le péché n'existe pas pour Dieu et ne réclame aucun sacrifice réparateur. 
Si la mort du Christ reste toutefois centrale dans la doctrine de Weigel, c'est parce qu'il considère que l'homme ne retrouve sa vraie nature qu'en « néantisant » le néant de son vouloir propre.

## Œuvres
- Gnothi seauton (1571). Selon Fritz Lieb[9], les parties II et III sont de Benedikt Biedermann, disciple de Weigel. Traduction française, Éditions  Clara Fama, novembre 2019,  (ISBN 9782917794296)connais toi toi-même de Valentin Weigel - traduction française -
- Vom Ort der Welt (1576)
- Der güldene Griff (1578)
- Dialogus de Christianismo (1584) — En ligne, l'édition de 1614.
- Libellus disputatorius, Amsterdam, Samuel Müller, 1698
- August Israel (dir), M. Valentin Weigels Leben und Schriften, coll. « Jahresbericht über das Königliche Lehrer-Seminar zu Zschopau », Zschopau, F. A. Raschke, 1888 — En ligne : vol. 1, avec biographie.
- Sämtliche Schriften, éd. W. E. Peuckert et W. Zeller, Stuttgart-Bad Cannstatt, 1962-1978, 7 vol.
- Valentin Weigel. Selected Spiritual Writings, New York, Paulist Press, 2003. (On the Place of the World, 1576 ; The Golden Grasp, 1578)

### Liens à des œuvres en ligne
- « Valentin Weigel »